# Stephanie Stock
Stephanie Stock ist eine deutsche Gesundheitsökonomin, Ärztin und Hochschullehrerin.

## Werdegang
Stephanie Stock studierte Medizin in Ulm und Boston sowie Gesundheitsökonomie an der European Business School. Nach mehrjähriger klinischer Tätigkeit in Ulm und Stuttgart wurde sie ab 2000 wissenschaftliche Mitarbeiterin am Institut für Gesundheitsökonomie und Klinische Epidemiologie der Universität zu Köln. Von 2007 bis 2008 war Stephanie Stock mit einem Stipendium der Robert Bosch Stiftung als Harkness Fellow in Health Care Policy and Practice an der Penn University in Pennsylvania tätig. Seit März 2013 ist sie Inhaberin der  Professur für angewandte Gesundheitsökonomie und patientenzentrierte Versorgung an der Universität zu Köln. Stephanie Stock ist  kommissarische Leiterin des Instituts für Gesundheitsökonomie und Klinische Epidemiologie (IGKE). Sie ist Gründungs- und Vorstandsmitglied des Deutschen Netzwerks Gesundheitskompetenz.

## Arbeits- und Forschungsschwerpunkte
- Grundlagen der Versorgungsoptimierung für chronisch Kranke im Rahmen neuer Versorgungsmodelle einschließlich Disease Management, Case Management und Integrierte Versorgung
- Implementierung und Evaluation neuer Versorgungsformen und Behandlungsabläufe
- Interprofessionelle Kooperation einschließlich der Implementierung und Analyse interprofessioneller Versorgungsabläufe im Krankenhaus
- Gesundheitssystemforschung
- Patienten- und Nutzerorientierte Versorgung als Teil des Versorgungsmanagements im Krankenhaus

- Krankheitskostenstudien und Gesundheitsökonomische Evaluation

## Veröffentlichungen (Auswahl)
- Disease Management als Grundlage integrierter Versorgungsstrukturen. Stuttgart 2005
- mit Karl Lauterbach, Stefan Sauerland (Hrsg.): Gesundheitsökonomie – Lehrbuch für Mediziner und andere Gesundheitsberufe- 4. Auflage. Bern 2021

## Auszeichnungen (Auswahl)
- Florence-Nightingale-Preis 2020 der Deutschen Gesellschaft für Senologie (DGS)[4]
- Deutscher Krebspreis (Sonderpreis Versorgungsforschung) 2024 der Deutschen Krebsgesellschaft